# Constitución Política de Costa Rica de 1847

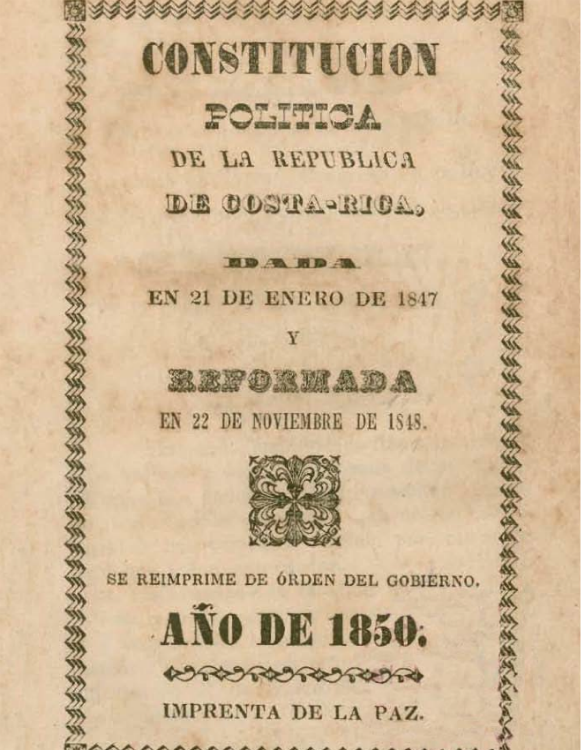
Portada del texto conservado en la Biblioteca Nacional

La Constitución Política del Estado de Costa Rica fue promulgada el 10 de febrero de 1847  bajo el gobierno interino de José María Alfaro Zamora quien convocó una Asamblea Constituyente para ese fin mediante elecciones el 23 de agosto de 1846.
Esta fue la primera Constitución que estableció la figura del Vicepresidente, así como dos ministros; de Relaciones, Gobernación, Justicia y Negocios Eclesiásticos y de Hacienda, Educación Pública, Guerra y Marina. También se restringen las municipalidades limitándose a mencionar que existirá un Gobernador por Departamento.

## La Reforma de 1848
El 30 de noviembre de 1848 se sucitan una serie de reformas a la Constitución, nuevamente vía Constituyente, que entre otras cosas cambia el nombre al país de Estado Libre de Costa Rica a República de Costa Rica y otorga mayores poderes al Poder Ejecutivo, en especial en materia de nombramientos públicos y decisiones administrativas, es decir, se va acercando cada vez más al presidencialismo.